# 蒙蒂罗
蒙蒂罗（法語：Montireau，法語發音：[mɔ̃tiʁo]）是法国厄尔-卢瓦省的一个市镇，属于诺让勒罗特鲁区。该市镇总面积10.1平方公里，2009年时的人口为129人。

## 人口
蒙蒂罗人口变化图示